# برت روچ
برت روچ (انگلیسی: Bert Roach؛ ۲۱ اوت ۱۸۹۱ – ۱۶ فوریهٔ ۱۹۷۱) یک هنرپیشه اهل ایالات متحده آمریکا بود.

## گزیده فیلمشناسی
- سالومه در برابر شنندوا (۱۹۱۹)
- پائین مزرعه (۱۹۲۰)
- حرف پول (۱۹۲۶)
- نبرد قرن (۱۹۲۷)
- مردم عادی (۱۹۲۸)
- ماه عسل (۱۹۲۸)
- نمایش نمایش‌ها (۱۹۲۹)
- خواهر خبیث (فیلم ۱۹۳۱) (۱۹۳۱)
- قتل‌های خیابان مورگ (۱۹۳۲)
- مرغ بهشت (۱۹۳۲)
- گروه موسیقی وارد می‌شود (۱۹۳۵)
- سان‌فرانسیسکو (۱۹۳۶)
- مانکن (فیلم ۱۹۳۷) (۱۹۳۷)
- الجزایر (فیلم) (۱۹۳۸)
- مردی با نقاب آهنین (۱۹۳۹)
- ماردی گرا (۱۹۴۳)
- مخاطرات پائولین (۱۹۴۷)
- نغمه شعله
- ارواسمیت
- والس بزرگ
- نمایش مردم
- قهرمان یک شهر کوچک
- یانکی دودل در برلین